# Vidar Helgesen
Vidar Helgesen, född 21 november 1968 i Bodø, är en norsk diplomat och politiker inom Høyre.
Helgesen har varit verksam som jurist och diplomat. Från 2013 till 2015 var han stabschef i Regeringen Solberg, ansvarig för EES-frågor och Norges förhållande till Europeiska unionen. Från 2015 till 2018 var han  Norges klimat- och miljöminister. Helgesen har även varit generalsekreterare för International Institute for Democracy and Electorial Assistance (International IDEA) med säte i Stockholm.
Han utsågs till VD för Nobelstiftelsen 2021. Helgesen fick kraftig kritik när han hösten 2023 gick ut med att ambassadörerna för Ryssland, Vitryssland och Iran skulle få komma till utdelningen av Nobelpriset, vilket Nobelstiftelsen senare fick backa ifrån.
Nobelstiftelsen meddelade i november 2023 att Helgesen avgår för att istället från mars 2024 bli chef för Unescos oceanografiska kommission IOC.
Helgesen har en svensk hustru och två barn.